# Jeremiah Donovan

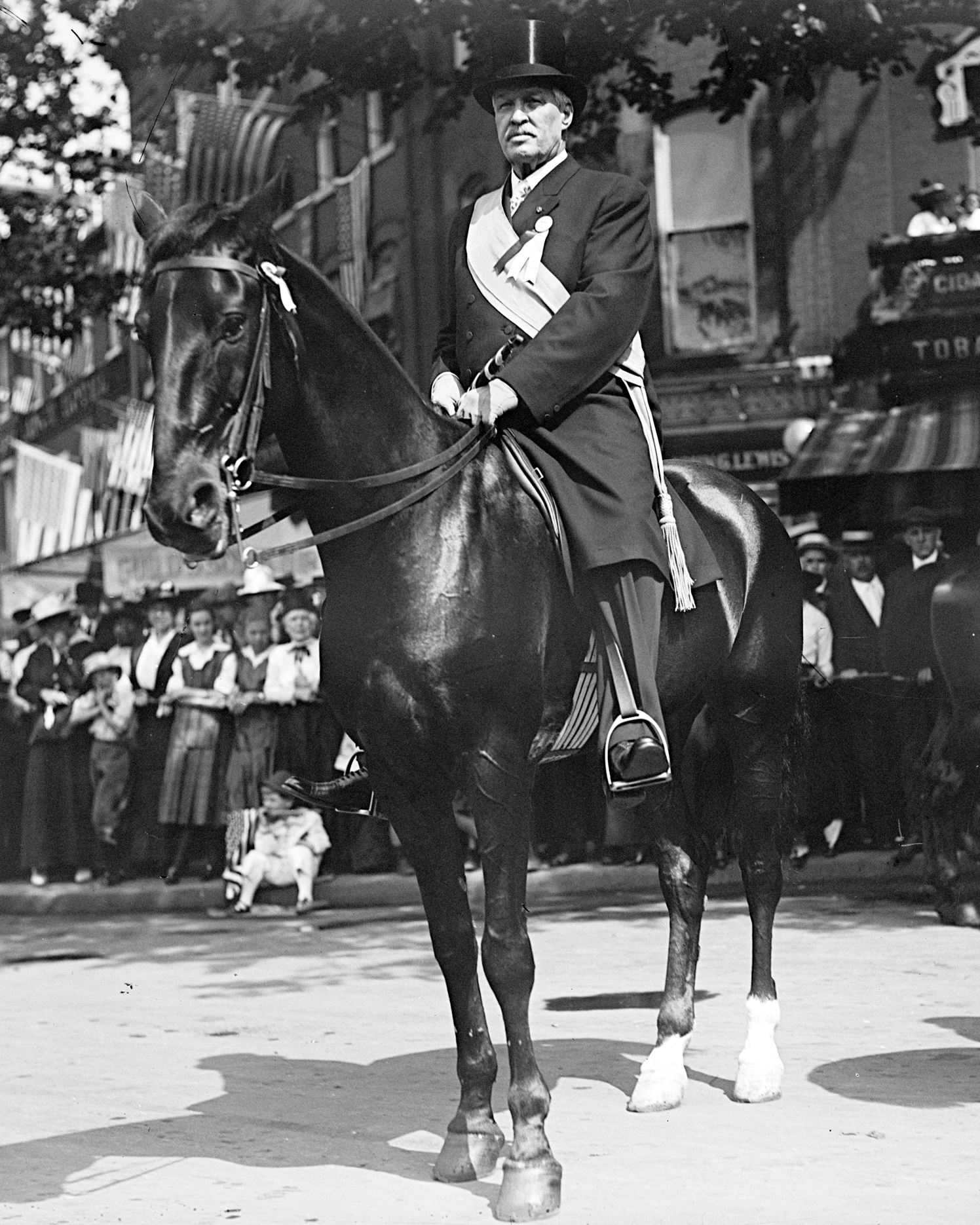
Jeremiah Donovan (1916)

Jeremiah Donovan (* 18. Oktober 1857 in Ridgefield; † 22. April 1935 in Norwalk) war ein US-amerikanischer Politiker in Connecticut. Zwischen 1913 und 1915 vertrat er den  Bundesstaat Connecticut im US-Repräsentantenhaus.

## Werdegang
Jeremiah Donovan besuchte die öffentlichen Schulen seiner Heimat und die Ridgefield Academy. Im Jahr 1870 zog er nach South Norwalk, wo er bis 1898 mit alkoholischen Getränken handelte. In dieser Stadt war er zeitweise auch im Stadtrat sowie stellvertretender Sheriff. Donovan wurde Mitglied der Demokratischen Partei. Zwischen 1896 und 1916 war er Delegierter zu allen Democratic National Conventions. In den Jahren 1903 und 1904 saß er als Abgeordneter im Repräsentantenhaus von Connecticut; von 1905 bis 1909 gehörte er dem Staatssenat an.
Bei den Kongresswahlen des Jahres 1912 wurde Donovan im vierten Wahlbezirk von Connecticut in das US-Repräsentantenhaus in Washington, D.C. gewählt. Dort trat er am 4. März 1913 die Nachfolge des Republikaners Ebenezer J. Hill an, den er bei der Wahl geschlagen hatte. Da er bereits bei den nächsten Wahlen im Jahr 1914 gegen Hill verlor, konnte er bis zum 3. März 1915 nur eine Legislaturperiode im Kongress absolvieren. In dieser Zeit trat der 17. Verfassungszusatz, der die Direktwahl der US-Senatoren festlegte, in Kraft.
Nach dem Ende seiner Zeit im US-Repräsentantenhaus war Donovan zwischen 1917 und 1921 als Nachfolger von Carl Harstrom Bürgermeister von Norwalk. Danach zog er sich in den Ruhestand zurück. Er starb am 22. April 1935 in Norwalk und wurde dort auch beigesetzt.